# Brachyscelidiphaga
Brachyscelidiphaga is een geslacht van vliesvleugeligen uit de familie Pteromalidae. De wetenschappelijke naam van dit geslacht is voor het eerst geldig gepubliceerd in 1900 door Ashmead.

## Soorten
Het geslacht Brachyscelidiphaga omvat de volgende soorten:
- Brachyscelidiphaga aeschyli Girault, 1931
- Brachyscelidiphaga aurea (Girault, 1915)
- Brachyscelidiphaga flava Ashmead, 1900
- Brachyscelidiphaga pulchrivariegata (Girault, 1915)
- Brachyscelidiphaga variegata (Girault, 1913)